# 岩巨龙属
岩巨龙属（学名：Petrustitan）是真泰坦巨龙类蜥脚下目恐龙的一个属，生存于晚白垩世（马斯特里赫特期）的罗马尼亚。模式种兼唯一种是匈牙利岩巨龙（P. hungaricus），最初被归入马扎尔龙属。

## 发现历史
1932年，弗里德里希·冯·许纳创建马扎尔龙属（Magyarosaurus），并根据桑佩特鲁组发现的蜥脚类标本命名了三个种：模式种达契亚马扎尔龙（M. dacus）、匈牙利马扎尔龙（M. hungaricus）及特兰西瓦尼亚马扎尔龙（M. transsylvanicus）。后期研究认为仅达契亚马扎尔龙为有效种，“特兰西瓦尼亚马扎尔龙”系化石嵌合体，“匈牙利马扎尔龙”则代表一个不同的属。

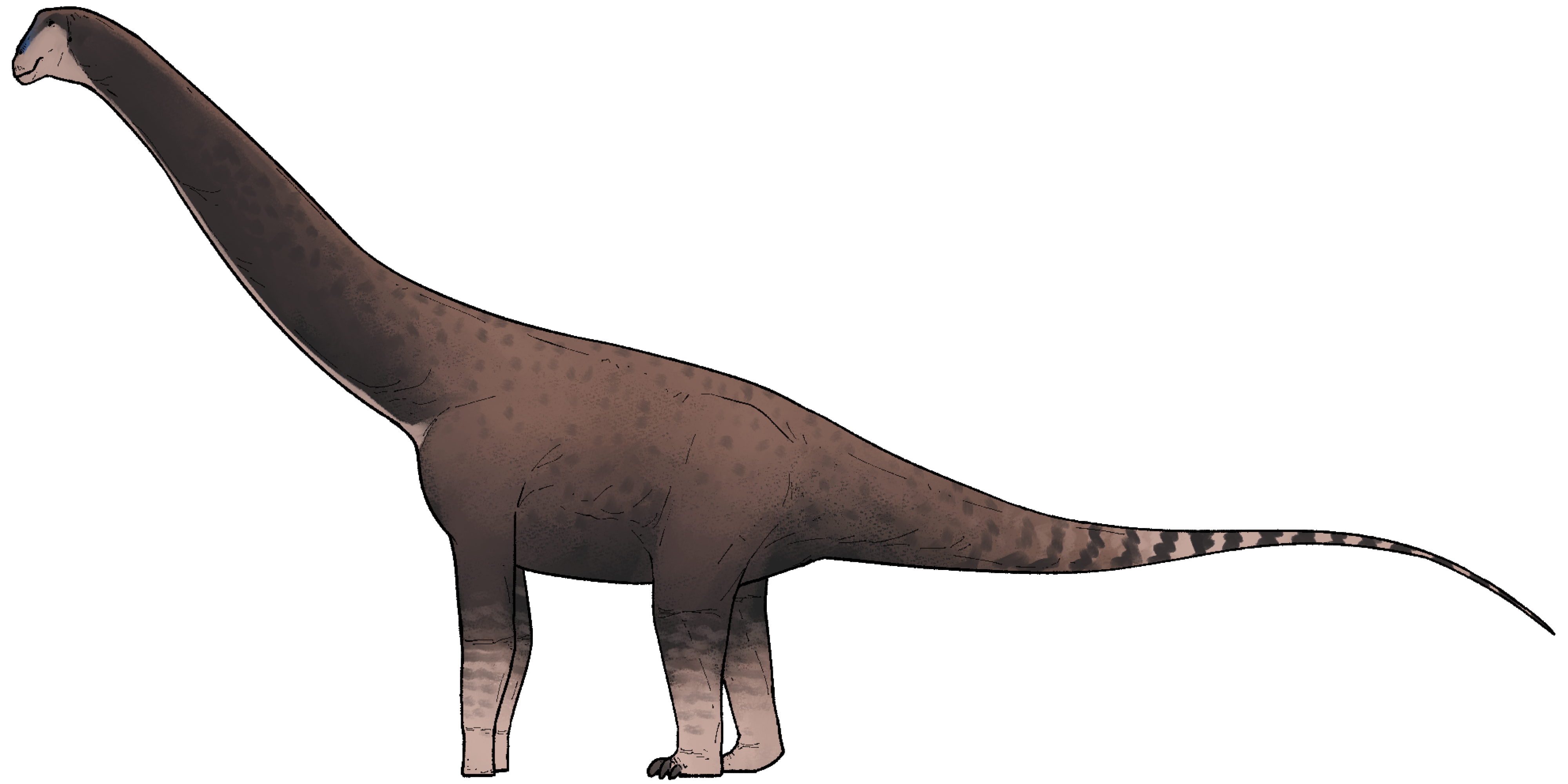
复原图

2025年，Díez Díaz等人将“匈牙利马扎尔龙”建立为新属岩巨龙（Petrustitan）。属名取自古希腊文πέτρα（pétra，意为“岩石”，指正模标本发现于桑佩特鲁的岩石露头）及τιτάν（tītā́n，意为“巨人”，常用于命名泰坦巨龙类）。匈牙利岩巨龙（P. hungaricus）的副选模标本（左胫骨）及选模标本（左腓骨）统一编号为NHMUK R.3853。某些曾归入该分类单元的材料亦独立建属，命名为乌里亚斯龙。